# Partula langfordi
Partula langfordi és una espècie de gastròpode eupulmonat terrestre de la família Partulidae.

## Distribució geogràfica
Es troba a les Illes Mariannes Septentrionals.